# Furnari
Furnari es una localidad italiana de la provincia de Mesina, región de Sicilia, con 3.627 habitantes.

Ubicación de la ciudad de Furnari dentro de la provincia de Mesina.

## Etimología
El origen del nombre está en el latín "Furnaris arx", fortaleza de Furnari (apellido de origen siciliano). El nombre de la familia "Furnari" deriva a su vez del griego "Phournares", "horno".

## Evolución demográfica
| Gráfica de evolución demográfica de Furnari entre 1861 y 2001 |
|                                                               |
| Fuente ISTAT - Elaboración gráfica por parte de Wikipedia     |